# Balón de Oro 1971

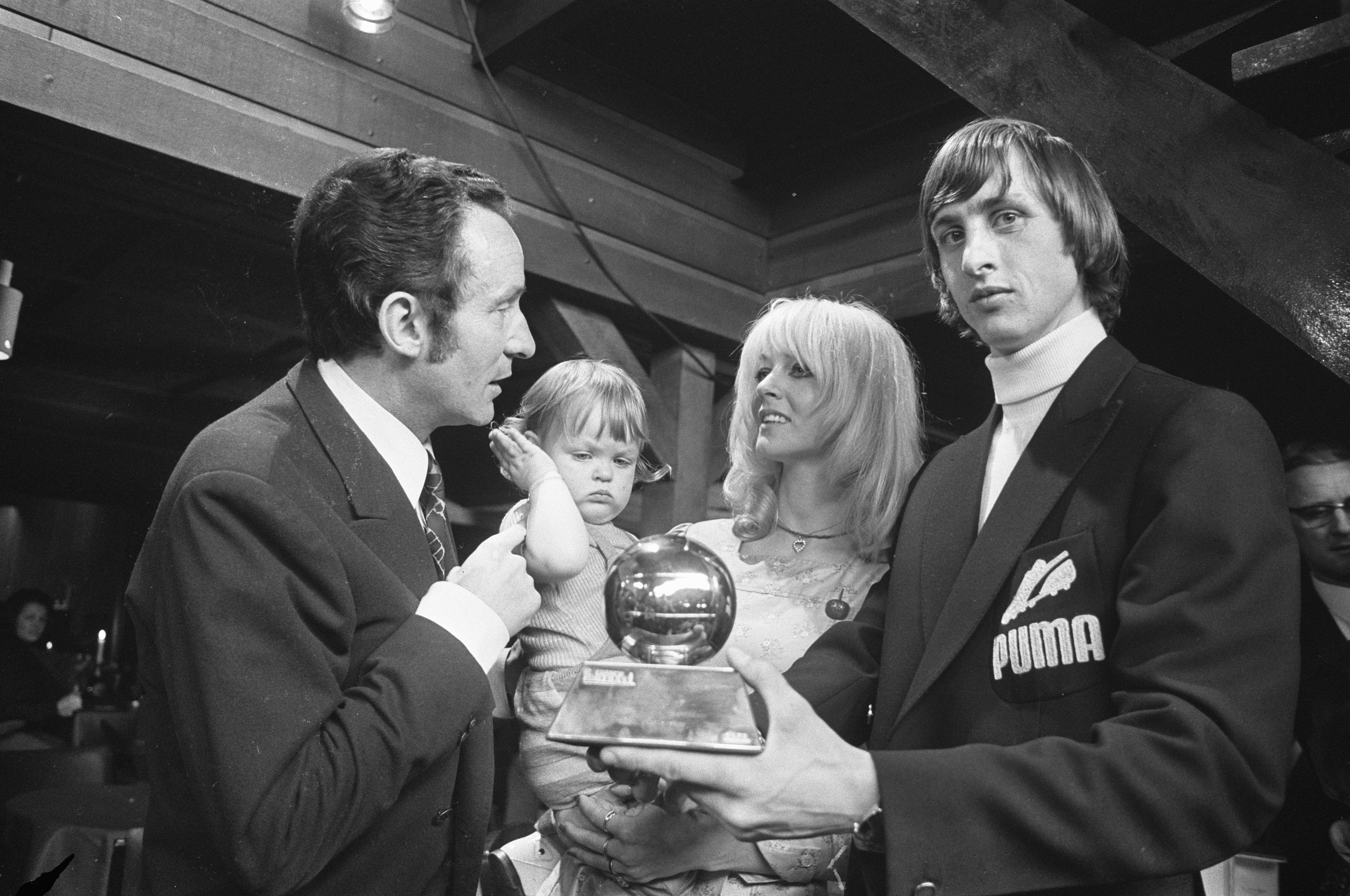
Johan Cruyff en la entrega del balón de oro

La edición de 1971 del Balón de Oro, 16.ª edición del premio de fútbol creado por la revista francesa France Football, fue ganada por el neerlandés Johan Cruyff (Ajax).
El jurado estuvo compuesto por 26 periodistas especializados, de cada una de las siguientes asociaciones miembros de la UEFA: Alemania Occidental, Alemania Oriental, Austria, Bélgica, Bulgaria, Checoslovaquia, Dinamarca, España, Finlandia, Francia, Grecia, Hungría, Inglaterra, Irlanda, Italia, Luxemburgo, Noruega, Países Bajos, Polonia, Portugal, Rumanía, Suecia, Suiza, Turquía, Unión Soviética y Yugoslavia.
El resultado de la votación fue publicado en el número 1343 de France Football, el 28 de diciembre de 1971.

## Sistema de votación
Cada uno de los miembros del jurado elige a los que a su juicio son los cinco mejores futbolistas europeos. El jugador elegido en primer lugar recibe cinco puntos, el elegido en segundo lugar cuatro puntos y así sucesivamente.
De esta forma, se repartieron 390 puntos, siendo 130 el máximo número de puntos que podía obtener cada jugador (en caso de que los 26 miembros del jurado le asignaran cinco puntos).

## Clasificación final
| Puesto | Jugador            | Equipo                   | Votos | Votos | Votos | Votos | Votos | Votos | Puntos |
| Puesto | Jugador            | Equipo                   | 1º    | 2º    | 3º    | 4º    | 5º    | Total | Puntos |
| ------ | ------------------ | ------------------------ | ----- | ----- | ----- | ----- | ----- | ----- | ------ |
| 1º     | Johan Cruyff       | Ajax                     | 19    | 5     |       |       | 1     | 25    | 116    |
| 2º     | Sandro Mazzola     | Inter de Milán           | 3     | 6     | 3     | 3     | 3     | 18    | 57     |
| 3º     | George Best        | Manchester United        | 1     | 5     | 8     | 3     | 1     | 18    | 56     |
| 4º     | Günter Netzer      | Borussia Mönchengladbach | 1     | 1     | 3     | 4     | 4     | 13    | 30     |
| 5º     | Franz Beckenbauer  | Bayern Munich            |       | 4     | 2     | 1     | 3     | 10    | 27     |
| 6º     | Gerd Müller        | Bayern Munich            | 1     | 1     | 1     | 2     | 2     | 7     | 18     |
|        | Josip Skoblar      | Olympique Marsella       | 1     |       | 2     | 2     | 3     | 8     | 18     |
| 8º     | Martin Chivers     | Tottenham Hotspur        |       | 1     | 1     | 2     | 1     | 5     | 12     |
| 9º     | Piet Keizer        | Ajax                     |       | 1     | 1     | 1     |       | 3     | 9      |
| 10º    | Bobby Moore        | West Ham United          |       | 1     | 1     |       |       | 2     | 7      |
|        | Ferenc Bene        | Újpest Dózsa             |       |       | 1     | 1     | 2     | 4     | 7      |
| 12º    | Yevgueni Rudakov   | Dinamo Kiev              |       |       | 1     | 1     | 1     | 3     | 6      |
| 13º    | Giacinto Facchetti | Inter de Milán           |       | 1     |       |       |       | 1     | 4      |
|        | Mimis Domazos      | Panathinaikos            |       |       | 1     |       | 1     | 2     | 4      |
| 15º    | Pirri              | Real Madrid              |       |       | 1     |       |       | 1     | 3      |
|        | Dragan Džajić      | Estrella Roja            |       |       |       | 1     | 1     | 2     | 3      |
|        | Berti Vogts        | Borussia Mönchengladbach |       |       |       | 1     | 1     | 2     | 3      |
| 18º    | Terry Cooper       | Leeds                    |       |       |       | 1     |       | 1     | 2      |
|        | Francis Lee        | Manchester City          |       |       |       | 1     |       | 1     | 2      |
|        | Wolfgang Overath   | Colonia                  |       |       |       | 1     |       | 1     | 2      |
|        | Wilfried van Moer  | Standard Lieja           |       |       |       | 1     |       | 1     | 2      |
| 22º    | Bobby Charlton     | Manchester United        |       |       |       |       | 1     | 1     | 1      |
|        | Albert Shesternev  | CSKA Moscú               |       |       |       |       | 1     | 1     | 1      |

## Curiosidades
- Única vez entre 1961 y entre 1973 que no aparece Eusébio en la clasificación final del Balón de Oro.